# Kim Sa-Rang (bádminton)
Kim Sa-Rang (en coreano: 김기정; Incheon, 22 de agosto de 1989) es un deportista surcoreano que compitió en bádminton, en la modalidad de dobles. Ganó dos medallas de bronce en el Campeonato Mundial de Bádminton en los años 2013 y 2014.

## Palmarés internacional
| Campeonato Mundial | Campeonato Mundial     | Campeonato Mundial | Campeonato Mundial |
| Año                | Lugar                  | Medalla            | Prueba             |
| ------------------ | ---------------------- | ------------------ | ------------------ |
| 2013               | Cantón (China)         | Medalla de bronce  | Dobles             |
| 2014               | Copenhague (Dinamarca) | Medalla de bronce  | Dobles             |